# トヨタ・スプリンタートレノ
スプリンタートレノ（SPRINTER TRUENO）は、トヨタ自動車がかつて生産・販売していた小型クーペ型の乗用車である。カローラレビンとは車台と内外装のほとんどを共用する姉妹車である。

## 初代 TE27型（1972年 - 1974年）
1972年3月、トヨタ・スプリンタークーペ「SL」、「SR」に対し、よりスポーティなホットモデルとして登場した。当時、スプリンタークーペには「普通」のモデルも存在したため、グレードでの区別を超えた、あくまで高性能バージョンとして用意されたサブネームが「トレノ」であった。搭載エンジンは、上位車種であるセリカ1600GTと同じ2T-G型1.6L DOHCエンジンが搭載された。外観上の特徴として、当モデルと姉妹車のレビンには、トヨタ製の市販乗用車として唯一のオーバーフェンダーを装備している。また、1973年4月のマイナーチェンジの際に追加された「トレノJ（ジュニア）」には、2T-B型1.6L OHVエンジン (105ps) が搭載されており、こちらはDOHC仕様に対し低中速域までのトルク特性を優先させた廉価モデルであった。

## 2代目（前期）TE47型（1974年 - 1975年）
1974年（昭和49年）4月、トレノとして初めてのフルモデルチェンジ。カローラがE30型、スプリンターがE40型と型式が分かれたことから、レビンはTE37型、トレノはTE47型を名乗ることになった。
レビンのボディはクーペから、このクラス初の2ドアハードトップに変更されたため、歴代モデル中で唯一この時期のみ、レビンとトレノでボディ形状が異なっている。基本的にグレード名扱いだったレビン/トレノだが、トレノにのみ豪華装備のGTというグレードが誕生し、レビン/トレノ系で初のグレード展開となった。エンジンはTE27型に引き続き2T-G型/2T-GR型エンジンが搭載されたが、TE27型からホイールベースが35 mm延長され、さらに車両重量が60 kg増加したことでスポーツ性はいくぶんスポイルされた。
1975年（昭和50年）、2T-G型/2T-GR型エンジンが昭和50年排出ガス規制非対応のため生産を中止したことに伴い、同年11月でトレノはレビンとともに一旦廃止となり、このモデルは短命に終わった。

## 2代目（中期）TE61型（1977年 - 1978年）
電子制御燃料噴射装置（EFI）と酸化触媒を使うことで、2T-G型エンジンは2T-GEU型となって昭和51年排出ガス規制に適合し、1977年（昭和52年）1月、レビンとともに復活した。このマイナーチェンジではカローラにクーペが、スプリンターにはハードトップが追加され、それぞれ同様の車種体系となった。この時レビンはハードトップからクーペにボディ形状が変更されたため、TE27以来の同一ボディを使用することとなった。ただし、レビンのフロントまわりはリフトバックのものが流用されており、外観は全く新しいものとなった。
なお、トレノと同時にスプリンターのリフトバックにも2T-GEU型エンジンが搭載され、「1600 GT」を名乗った。型式はトレノと同一のTE61である。
このモデルの販売終了前月までの新車登録台数の累計はスプリンターと合算して53万9644台

## 2代目（後期）TE65型（1978年 - 1979年）
1978年4月に登場。昭和53年排出ガス規制をクリアして型式変更したもの。この時期、レビンはTE55型、スプリンタートレノはTE65型を名乗ることになる。型式は変わっているが外観はTE61型と大差はない。車両重量はTE27型を110kg上回り965kgとなったうえ、年を追うごとに強化される排出ガス規制のあおりを受け、TE27型のようなスポーツ性とは程遠いものとなった。

## 3代目 TE71型（1979年 - 1983年）
1979年3月、フルモデルチェンジが行われた。ボディはハッチバック機構を用いた3ドアファストバッククーペのみで、最後の2T-G型エンジン搭載モデルとなる。＃E7系へのモデルチェンジに伴い、乗用車系のリアサスペンションが同じリジッド方式ながらリーフリジッドから4リンクコイルへと進化し、操縦性のアップに貢献した。スプリンターのセダン及び2ドアハードトップやリフトバックにも2T-G型エンジン搭載グレード「GT」が設定され、また1981年8月より発売の後期型からはトレノ単体にもサンルーフを標準装備した豪華装備の「アペックス」及び、衝撃吸収バンパーをDXなどに装着されていた単純構造のバンパーへ変更するなどし軽量化を図るとともに、機械式LSDを標準装備した「S」というグレードが設定された為、「トレノ」という名称の意味が変化し出したモデルでもある。

## 4代目 AE85/86型（1983年 - 1987年）
1983年5月フルモデルチェンジ。この代より4ドアノッチバックセダンと5ドアリフトバックセダンはFFレイアウトを採用し、レビン・トレノに関しては後輪駆動（FR）レイアウトといった“2本立て”でリリースすることを決定した。シャシーは先代TE71型のものをベースとしているが、改良が行なわれ、TE71のネックだった重量は大幅に軽減された。エンジンは「4A-GE」型を新規開発する。ボディは2ドアノッチバッククーペと3ドアファストバッククーペの2本立てで、トレノではリトラクタブル式ヘッドライトを採用し、レビンとの差別化を図った。また、レビン・トレノとして最後に販売された後輪駆動車である。なお、北米向けモデルは、1988年度まで販売が継続された。

### AE86型
その形式名称から「ハチロク」と呼ばれ、幅広い世代に親しまれている。このモデルから最終モデルまで、走りのモデルには4A-GE型1.6L 直4 DOHCエンジンが搭載されている。最上級グレードである「GT APEX」の3ドアハッチバックには白黒ツートン仕様車が設定された。
1984年、マイナーチェンジ。GT APEX専用であった白黒ツートン仕様がGTVとAE85型のSRにもオプション設定される。ドアミラーを可倒式へ、オプション設定の一部変更等が行われる。
1985年、マイナーチェンジ。 前後バンパーやリアコンビランプの変更、フロントシートやの内装色などを改良し内外装ともに質感が向上した。また、GT・GT APEXにAT仕様も追加された。

### AE85型
通称「ハチゴー」と呼ばれる。いわゆる廉価モデルである。A型エンジン3A-U型 1.5L SOHCエンジン搭載モデル（AE85型）では、3ドアモデルは「トレノSR」、2ドアモデルは「トレノSE/リセ/XL」として販売された。

## 5代目 AE91/92型（1987年 - 1991年）
1987年5月に登場。この代からFF化され、ボディも3ボックススタイルの2ドアノッチバッククーペに1本化された。FF化も販売面では功を奏し、トレノとしては未曾有の販売台数を記録した。販売時のキャッチコピーは「黒のトレノが躍り出る」であった。

### AE92型
通称「キューニー」。4A-GE型エンジンの最高出力は120ps/6,600rpm、14.5kgm/5,200rpm（ネット表示）。1989年5月のマイナーチェンジ。エンジンの改良により、ハイオクガソリン指定され、140ps/7,200rpm 15.0kgm/6,000rpmを誇った。このモデルからスーパーチャージャー付き4A-GZE型エンジン搭載のグレード「GT-Z」が登場した。4A-GZE型エンジンは前期型で出力は145ps/6,400rpm、19.0kgm/4,400rpm、後期型で出力は165ps/6,400rpm、21.0kgm/4,400rpmを発生した。

### AE91型
通称「キューイチ」。シングルキャブレター仕様の5A-F型1.5Lハイメカツインカム、およびEFI仕様の5A-FE型1.5L ハイメカツインカムエンジンが搭載された。また、後期型では5A-F型エンジンが廃止され、5A-FE型エンジンをチューンした5A-FHE (EFI-S、105ps) 搭載ZSも登場した。

## 6代目 AE100/101型（1991年 - 1995年）
1991年6月に登場。同時にレビンもモデルチェンジ。グレード構成は下記の通り（レビンも同様）。

### AE101型
「GT」、「GT APEX」に搭載される4A-GE型エンジンが1気筒あたり5バルブ（吸気3、排気2）の20バルブに進化。通称「トイチ」「ヒャクイチ」。
- GT - 1.6L 4A-GE型エンジン搭載。最高出力は160ps/7,400rpm。GT APEXに比べ、パワーウインドウ等の快適装備が簡素化されており、競技向け車両である。後期型は5速MTのみ。
- GT APEX - エンジンはGTと同じ。

オプションとして、スーパーストラットサスペンション装着車も存在した。
- GT-Z - 1.6L スーパーチャージャー付4A-GZE型エンジン搭載。最高出力は170ps/6,400rpm。スーパーストラットサスペンション、ビスカスLSDを標準装備。変速機はMTのみであった。ただし、過給器（スーパーチャージャー）付きの4A-GZE型エンジンは16バルブのままである。

「GT APEX」は1991年度のグッドデザイン賞を受賞している。

### AE100型
通称「ヒャク」、「イチマルマル」。
- S - 1.5L 5A-FE型エンジン搭載している。最高出力は前期後期共に105ps/6,000rpm。

## 7代目 AE110/AE111型（1995年 - 2000年）
1995年6月、フルモデルチェンジ。BZ系グレードには通称「黒ヘッド」と呼ばれる4A-GE型エンジンを搭載し、165psを発揮した。テレビCMには武田真治が「オレノトレノ」のキャッチコピーで出演した。また、ボディは先代に比べ最大70kg軽量化された。このモデルからスーパーチャージャー付のグレードは廃止され、上級グレードはBZ-G、走りのグレードはBZ-Vとなる。1997年マイナーチェンジ。初の自社開発となる6速MTが採用され、同時に衝突安全ボディ「GOA」も、採用された。グレード名称も一部変更され、全車4灯式のマルチリフレクターヘッドランプが標準装備された。1998年4月の一部改良では平成10年アイドリング規制に適合され、車両型式の識別記号が「E」から「GF」に変更された。
折からのクーペを含むスペシャルティカーの販売不振のため、2000年8月で姉妹車のレビンとともに販売終了となり、モデル消滅となった。これによりレビン・トレノは28年の歴史に終止符を打った。その後、ネッツトヨタ店（現・ネッツ店）で取り扱うクーペ系車種の後継は長らく不在となり、2012年3月発売の86を待つこととなる。

### AE111型
通称は「ゾロメ」「ピンゾロ」。
BZ系グレードには1.6L 4A-GE型20バルブスポーツツインカムエンジン搭載。最高出力は165ps/7,800rpm。
XZ系グレードには1.6L 4A-FE型16バルブハイメカツインカムエンジン搭載、最高出力は115ps/6,000rpm。
- マイナーチェンジによりヘッドライト、テールランプがブラックアウト化された。

### AE110型
通称は「ヒャクトオ」、「イチイチマル」。
FZ というベーシックグレードのみの展開で1.5L 5A-FE型16バルブハイメカツインカムエンジン搭載。最高出力は100ps/5,600rpm。

## 車名の由来
トレノは「雷鳴」のスペイン語であるTrueno（トゥルエノ）より取られた。元々豊田英二がレビンとトレノの名前を決める際、自動車の名前が英語ばかりで面白くないという理由で「カローラ鷲」と「スプリンター鷹」という名前を考えた。しかし日本語名ではまだ商売をしにくいという販売サイドの意見や商標登録の問題で没になった結果、「カローラトレノ」「スプリンターレビン」が考えられた。なおレビン（Levin）は英語の古語で「稲妻」を意味する。最終的に英二が「レビンは光で音よりも速い。速い方は兄貴分のカローラにやれ」と、サブネームを入れ替えた。